# 불가벌적 사후행위
| |
| 형법 刑法 |
| 형법학 · 범죄 · 형벌 죄형법정주의 |
| 범죄론 |
| 구성요건 · 실행행위 · 부작위범 간접정범 · 미수범 · 기수범 · 중지범 불능범 · 상당인과관계 고의 · 고의범 · 착오 과실 · 과실범 공범 · 정범 · 공동정범 공모공동정범 · 교사범 · 방조범 |
| 항변 |
| 위법성조각사유 · 위법성 · 책임 · 책임주의 책임능력 · 심신상실 · 심신미약 · 정당행위 · 정당방위 · 긴급피난 · 오상방위 · 과잉방위 · 강요된 행위                                     |
| 죄수 |
| 상상적 경합 · 연속범 · 병합죄 |
| 형벌론 |
| 사형 · 징역 · 금고 벌금 · 구류 · 과료 · 몰수 법정형 · 처단형 · 선고형 자수 · 작량감경 · 집행유예                                                                                  |
| 대인범죄 |
| 보통살인죄 · 존속살해죄 · 자살교사·방조죄 |
| 촉탁승낙살인죄 · 영아살해죄 · 낙태죄 |
| 상관살해죄 |
| 폭행죄 · 상해치사죄 · 절도죄 |
| 성범죄 · 성매매알선 · 강간죄 |
| 유괴 · 과실치사상죄 · |
| 대물범죄 |
| 손괴죄 · 방화죄 |
| 절도죄 · 강도죄 · 사기죄 |
| 사법절차 방해죄 |
| 공무집행방해죄 · 뇌물죄 |
| 위증죄 · 배임죄 |
| 미완의 범죄 |
| 시도 · 모의 · 공모 |
| 형법적 항변 |
| 자동증, 음주 & 착오 |
| 정신 이상 · 한정책임능력 |
| 강박 · 필요 |
| 도발 · 정당방위 |
| 다른 7법 영역 |
| 헌법 · 민법 · 형법 |
| 민사소송법 · 형사소송법 · 행정법 |
| 포털: 법 · 법철학 · 형사정책 |
| v • d • e • h |

불가벌적 사후행위(不可罰的 事後行爲, de:mitbestrafte Nachtat)란 형법상의 개념으로 범죄에 의해 획득한 위법한 이익을 확보하거나 사용, 처분하는 구성요건에 해당하는 사후행위가 이미 주된 범죄에 의하여 완전히 평가된 것이여서 별개의 범죄를 구성하지 않는 경우를 뜻한다. 사후행위는 구성요건에 해당(하고 위법)해야 하고, 주된 범죄와 보호법익을 같이 하고 침해의 양을 초과하지 않아야 한다.

## 학설
- 흡수관계설
- 상태범설
- 위법흡수관계설
- 포괄일죄설
- 일신적 형벌조각설

## 판례
- 업무방해죄와 폭행죄는 구성요건과 보호법익을 달리하고 있고, 업무방해죄의 성립에 일반적·전형적으로 사람에 대한 폭행행위를 수반하는 것은 아니며, 폭행행위가 업무방해죄에 비하여 별도로 고려되지 않을 만큼 경미한 것이라고 할 수도 없으므로, 설령 피해자에 대한 폭행행위가 동일한 피해자에 대한 업무방해죄의 수단이 되었다고 하더라도 그러한 폭행행위가 이른바 ‘불가벌적 수반행위’에 해당하여 업무방해죄에 대하여 흡수관계에 있다고 볼 수는 없다.[1]
- 절도 범인으로부터 장물보관 의뢰를 받은 자가 그 정을 알면서 이를 인도받아 보관하고 있다가 임의 처분하였다 하여도 장물보관죄가 성립하는 때에는 이미 그 소유자의 소유물 추구권을 침해하였으므로 그 후의 횡령행위는 불가벌적 사후행위에 불과하여 별도로 횡령죄가 성립하지 않는다.[2]
- 횡령죄에서 ‘횡령행위’의 의미 및 횡령 이후에 다시 그 재물을 처분하는 것이 불가벌적 사후행위에 해당한다.[3]

### 개념
- 형법 제41장의 장물에 관한 죄에 있어서의 '장물'이라 함은 재산범죄로 인하여 취득한 물건 그 자체를 말하므로, 재산범죄를 저지른 이후에 별도의 재산범죄의 구성요건에 해당하는 사후행위가 있었다면 비록 그 행위가 불가벌적 사후행위로서 처벌의 대상이 되지 않는다 할지라도 그 사후행위로 인하여 취득한 물건은 재산범죄로 인하여 취득한 물건으로서 장물이 될 수 있다.[4]
- 그리고 일단 특정한 처분행위(이를 ‘선행 처분행위’라 한다)로 인하여 법익침해의 위험이 발생함으로써 횡령죄가 기수에 이른 후 종국적인 법익침해의 결과가 발생하기 전에 새로운 처분행위(이를 ‘후행 처분행위’라 한다)가 이루어졌을 때, 그 후행 처분행위가 선행 처분행위에 의하여 발생한 위험을 현실적인 법익침해로 완성하는 수단에 불과하거나 그 과정에서 당연히 예상될 수 있는 것으로서 새로운 위험을 추가하는 것이 아니라면 후행 처분행위에 의해 발생한 위험은 선행 처분행위에 의하여 이미 성립된 횡령죄에 의해 평가된 위험에 포함되는 것이라 할 것이므로 그 후행 처분행위는 이른바 불가벌적 사후행위에 해당한다.

그러나 후행 처분행위가 이를 넘어서서, 선행 처분행위로 예상할 수 없는 새로운 위험을 추가함으로써 법익침해에 대한 위험을 증가시키거나 선행 처분행위와는 무관한 방법으로 법익침해의 결과를 발생시키는 경우라면, 이는 선행 처분행위에 의하여 이미 성립된 횡령죄에 의해 평가된 위험의 범위를 벗어나는 것이므로 특별한 사정이 없는 한 별도로 횡령죄를 구성한다고 보아야 한다.

### 긍정사례
- 종친회 회장이 위조한 종친회 규약 등을 공탁관에게 제출하는 방법으로 종친회를 피공탁자로 하여 공탁된 수용보상금을 출급받아 편취한 후, 이를 보관하던 중 종친회의 요구에 대하여 정당한 이유 없이 반환을 거부한 행위는 사기범행의 불가벌적 사후행위에 해당한다.[6]
- 행사의 목적으로 타인의 인장을 위조하고 그 위조한 인장을 사용하여 권리의무 또는 사실증명에 관한 타인의 사문서를 위조한 경우에는 인장위조죄는 사문서위조죄에 흡수되고 따로 인장위조죄가 성립하는 것은 아니다[7]
- 절도 범인으로부터 장물보관 의뢰를 받은 자가 그 정을 알면서 이를 인도받아 보관하고 있다가 임의 처분하였다 하여도 장물보관죄가 성립하는 때에는 이미 그 소유자의 소유물 추구권을 침해하였으므로 그 후의 횡령행위는 불가벌적 사후행위에 불과하다[8]
- 갑 주식회사 대표이사인 피고인이 자신의 채권자 을에게 차용금에 대한 담보로 갑 회사명의 정기예금에 질권을 설정하여 주었는데, 그 후 을이 피고인의 동의하에 정기예금 계좌에 입금되어 있던 갑 회사 자금을 전액 인출한 경우[9]
- 피고인이 당초부터 피해자를 기망하여 약속어음을 교부받은 경우에는 그 교부받은 즉시 사기죄가 성립하고 그 후 이를 피해자에 대한 피고인의 채권의 변제에 충당하였다 하더라도 불가벌적 사후행위가 됨에 그칠 뿐, 별도로 횡령죄를 구성하지 않는다[10].
- 금융기관 발행의 자기앞수표는 즉시 지급받을 수 있어 현금에 대신하는 기능을 하고 있는 점에서 현금적인 성격이 강하므로 절취한 자기앞수표의 환금행위는 절취행위에 대한 수반한 당연한 경과라 하여 절도행위에 대한 가벌적 평가에 당연히 포함되므로 사기죄가 성립하지 아니한다[11].
- 형법 제98조 제1항은 “적국을 위하여 간첩하거나 적국의 간첩을 방조한 자는 사형, 무기 또는 7년 이상의 징역에 처한다”고 규정하고 있다. 여기에서 간첩이라 함은 적국에 제보하기 위하여 은밀한 방법으로 우리나라의 군사상은 물론 정치, 경제, 사회, 문화, 사상 등 기밀에 속한 사항 또는 도서, 물건을 탐지ㆍ수집하는 것을 말하고, 간첩행위는 기밀에 속한 사항 또는 도서, 물건을 탐지ㆍ수집한 때에 기수가 되는 것이므로 간첩이 이미 탐지ㆍ수집하여 지득하고 있는 사항을 타인에게 보고ㆍ누설하는 행위는 간첩의 사후행위로서 위 조항에 의하여 처단의 대상이 되는 간첩행위 자체라고 할 수 없다.[12]
- 횡령죄는 상태범이므로 횡령행위의 완료후에 행하여진 횡령물의 처분행위는 그것이 그 횡령행위에 의하여 평가되어 버린 것으로 볼 수 있는 범위 내의 것이라면 새로운 법익의 침해를 수반하지 않은 이른바 불가벌적사후행위로서 별개의 범죄를 구성하지 않는다.[13]
- 미등기건물의 관리를 위임받아 보관하고 있는 자가 임의로 건물에 대하여 자신의 명의로 보존등기를 하거나 동시에 근저당권설정등기를 마치는 것은 객관적으로 불법영득의 의사를 외부에 발현시키는 행위로서 횡령죄에 해당하고, 피해자의 승낙 없이 건물을 자신의 명의로 보존등기를 한 때 이미 횡령죄는 완성되었다 할 것이므로, 횡령행위의 완성 후 근저당권설정등기를 한 행위는 피해자에 대한 새로운 법익의 침해를 수반하지 않는 불가벌적 사후행위로서 별도의 횡령죄를 구성하지 않는다.[14]
- 장물을 보관하다가 그 장물을 횡령한 경우, 장물보관죄만 성립하고 횡령죄는 성립하지 않는다.[15]
- 장물이라는 사정을 알면서 절도범으로부터 자기앞수표를 교부받아 이를 물품구입 대금으로 지급하고 거스름돈을 받았다면 이는 장물죄의 불가벌적 사후행위에 해당한다[16].
- 매입한 대마를 처분함이 없이 계속 소지하고 있는 경우에 있어서 그 소지행위가 매매행위와 불가분의 관계에 있는 것이라거나, 매매행위에 수반되는 필연적 결과로서 일시적으로 행하여진 것에 지나지 않는다고 평가되지 않는 한 그 소지행위는 매매행위에 포괄 흡수되지 아니하고 대마매매죄와는 달리 대마소지죄가 성립한다고 보아야 할 것인바, 흡연할 목적으로 대마를 매입한 후 흡연할 기회를 포착하기 위하여 이틀 이상 하의주머니에 넣고 다님으로써 소지한 행위는 매매행위의 불가분의 필연적 결과라고 평가될 수 없다[17].
- 공동상속인 중 1인이 상속재산인 임야를 보관 중 다른 상속인들로부터 매도후 분배 또는 소유권 이전등기를 요구받고도 그 반환을 거부한 경우 이때 이미 횡령죄가 성립하고, 그 후 그 임야에 관하여 다시 제3자 앞으로 근저당권설정등기를 경료해 준 행위는 불가벌적 사후행위로서 별도의 횡령죄를 구성하지 않는다[18].

### 부정사례
- 공동상속인 중 1인이 상속재산인 임야를 보관 중 다른 상속인들로부터 매도후 분배 또는 소유권이전등기를 요구받고도 그 반환을 거부한 경우 이때 이미 횡령죄가 성립하고, 그 후 그 임야 에 관하여 다시 제3자 앞으로 근저당권설정등기를 경료해 준 행위는 불가벌적 사후행위로서 별도의 횡령죄를 구성하지 않는다.[19].
- 부정한 이익을 얻거나 기업에 손해를 가할 목적으로 그 기업에 유용한 영업비밀이 담겨있는 타인의 재물을 절취한 후, 그 영업비밀을 부정사용한 행위는 절도범행의 불가벌적 사후행위에 해당하지 아니한다.[20]
- 대법원은 최근 판례를 변경하여 부동산의 명의수탁자가 신탁자의 승낙 없이 갑 앞으로 근저당권설정등기를 경료했다가 후에 말소등기를 신청함과 동시에 을 앞으로 소유권이전등기를 신청함에 따라 갑명의의 근저당권말소등기와 을 명의의 소유권이전등기가 순차로 경료되도록 한 행위는 불가벌적 사후행위에 해당하지 않고 별도의 횡령죄를 구성한다고 판시하였다[21].
- 대표이사가 회사의 상가분양 사업을 수행하면서 수분양자들을 기망하여 분양대금을 편취한 후, 회사의 업무와 무관하게 주주나 대표이사의 개인 채무 변제, 다른 업체 지분 취득 내지 투자, 개인적인 증여 내지 대여 등과 같은 사적인 용도로 그 분양대금을 임의로 지출한 행위[22].
- 주식회사의 대표이사와 실질적 운영자인 갑 등이 공모하여, 자신들이 B에 대해 부담하는 개인채무 지급을 위하여 A 회사로 하여금 약속어음을 공동발행하게 하고 위 채무에 대하여 연대보증하게 한 후에 A 회사를 위하여 보관 중인 돈을 임의로 인출하여 B에게 지급하여 위 채무를 변제한 경우, 약속어음금채무와 연대보증채무 부담으로 인한 회사에 대한 배임죄와 별죄인 횡령죄를 구성한다.[23]
- 1인 회사의 주주가 자신의 개인채무를 담보하기 위하여 회사 소유의 부동산에 대하여 근저당권 설정등기를 마쳐 주어 배임죄가 성립한 이후에 그 부동산에 대하여 새로운 담보권을 설정해 주는 행위는 선순위 근저당권의 담보가치를 공제한 나머지 담보가치 상당의 재산상 이익을 침해하는 행위로서 별도의 배임죄가 성립한다[24]
- 명의수탁자가 신탁 받은 부동산의 일부에 대한 토지수용보상금 중 일부를 소비하고, 이어 수용되지 않은 나머지 부동산 전체에 대한 반환을 거부한 경우 별개의 횡령죄가 성립하는 것이지 불가벌적 사후행위라 할 수 없다.
- 절취한 신용카드로 물품을 구입한 경우(절도죄)[25]
- 강취한 예금통장으로 은행에서 현금을 찾은 경우[26]
- 사람을 살해하고 사체를 유기한 경우에 살인죄와 별도로 사체유기죄 성립[27]
- 전당표를 절취한 자가 기망행위에 의하여 전당물을 교부받아 편취한 경우[28]
- 절도범인이 그 절취한 장물을 자기 것인 양 제3자에게 매도하여 매매대금을 취득한 경우[29]
- 회사의 대표자가 회사자금을 인출하여 횡령함에 있어 경비지출을 장부상 과다계상하고, 이를 토대로 조세를 납부하여 조세를 포탈한 경우[30]
- 대마취급자가 아닌 자가 절취한 대마를 흡입할 목적으로 소지하는 경우, 절도죄의 보호법익과는 다른 새로운 법익을 침해하는 행위이다.[31]
- 회사의 대표기관으로서 피해자의 돈을 편취한 다음 이를 사적으로 다시 영득하는 경우[32]
- 채무자 갑이 자신의 부동산에 A명의로 허위의 금전채권에 기한 담보가등기를 설정하고 이를 B에게 양도하여 B명의의 본등기를 경료하게 한 경우, A명의 담보가등기 설정행위는 강제집행면탈죄가 성립하며 그 후 B명의로 이루어진 가등기 양도 및 본등기 경료행위는 불가벌적 사후행위가 아니다.[33]
- 자동차를 절취한 후 자동차 등록번호판을 떼어낸 행위는 절도죄의 불가벌적 사후행위에 해당되지 않는다[34].
- 부동산 피해자 명의의 근저당권을 설정하여 줄 의사가 없음에도 피해자를 속이고 근저당권 설정을 약정하여 금원을 편취하고, 그 약정이 취소되지 않았음에도 그 후 그 부동산에 관하여 제3자 명의로 근저당권 설정등기를 마친 경우, 이와 같은 행위는 사기죄와 별도로 배임죄가 성립한다[35].
- 주식회사의 대표이사가 타인을 기망하여 회사가 발행하는 신주를 인수하게 한 다음, 그로부터 납입받은 신주인수대금을 보관하던 중 횡령한 행위는 사기죄와는 전혀 다른 새로운 보호법익을 침해하는 행위로서 별죄를 구성한다[36].

## 참고 문헌

### 논문
- 조현욱, 명의수탁자의 보관부동산 후행 처분행위의 불가벌적 사후행위 해당여부, 2013년, 경북대학교 법학논고 제42집 189p ~ 218p 1738-5903.
- 조현욱, 불가벌적 사후행위 : 대법원 2008.3.27 선고 2007도9328 판결, 한국비교형사법학회, 비교형사법연구.
- 임웅, 불가벌적 사후행위, 사전행위, 수반행위에 대한 형법적 고찰, 형사정책연구, Vol.79 No.- [2009]
- 윤영석, 불가벌적 사후행위에 관한 연구, 서울대학교 대학원, 2014.
- 이승준, 배임행위의 기망행위에 대한 불가벌적 사후행위 여부, 법학연구, 부산대학교 법학연구소, Vol.53 No.3 [2012]
- 정정원, 부동산 명의수탁자의 후행 처분행위의 불가벌적 사후행위 해당 여부, 漢陽法學, Vol.45 No.- [2014]

### 단행본
- 손동권, 김재윤, 새로운 형법총론, 율곡출판사, 2011. ISBN 9788991830936

## 같이 보기
- 법조경합
- 상상적 경합
- 죄수론
- 포괄일죄
- 이중위험금지
- 일사부재리
- 대한민국 헌법 제13조
- 대한민국 형법 제7조